# كاتسو كايشو
كاتسو كايشو (باليابانية: 勝 海 舟) اسم العائلة هو كاتسو (1823 - 1899) كان ضابط بحرية ياباني أثناء فترة باكوماتسو (آخر الشوغون) وبداية إصلاح ميجي. كايشو هو لقبه، أما اسمه الحقيقي يوشيكوني (義邦). كان كاتسو كايشو برتبة مفوض في بحرية توكوغاوا، ويعرف بدوره في استسلام إيدو.

## حياته
ولد كايشو في إيدو (طوكيو حالياً) لأبين خادمين للشوغون توكوغاوا. درس كايشو اللغة الهولندية في صغره، وعلوم أوروبا العسكرية، ثم تم تعيينه مترجماً من قبل الحكومة عندما قررت القوات اليابانية فتح العلاقات مع اليابان، وانتشر صيت كايشو على أنه خبير في العلوم العسكرية الغربية. عمل كمدير لمركز التدريب العسكري في ناغاساكي بين 1855 و1859، ثم عين بعدها في مكتب البحرية في السنة التالية.

## خدمته العسكرية
أسند إلى كايشو أمر قيادة سفينة كانرين-مارو وقاد أول تفويض ياباني إلى سان فرانسيسكو، كاليفورنيا وواشنطن دي سي للمصادقة الرسمية على معاهدة هاريس.

## آخر أيامه
عاد كاتسو لفترة قصيرة ليعمل نائب وزير للبحرية الإمبراطورية عام 1872، ثم وزير البحرية الأول بين 1873 و1878. كتب كاتسو الكثير عن البحرية قبل وفاته في 1899.

## وصلات خارجية
- كاتسو كايشو على موقع الموسوعة البريطانية (الإنجليزية)
- صور لكاتسو كايشو